# Juana Castellaro
Juana Castellaro Morello (* 29. März 2005 in Buenos Aires) ist eine argentinische Hockeyspielerin. Sie gewann mit der argentinischen Nationalmannschaft 2024 die olympische Bronzemedaille. 2023 siegte sie bei den Panamerikanischen Spielen.

## Sportliche Karriere
Juana Castellaro belegte bei der 2022 nachgeholten Juniorenweltmeisterschaft mit der argentinischen Mannschaft den fünften Platz. 2023 verloren die argentinischen Juniorinnen bei der panamerikanischen Juniorenmeisterschaft im Shootout des Finales gegen das US-Team.
Im Juni 2023 debütierte Castellaro in der Nationalmannschaft. Bei den Panamerikanischen Spielen 2023 in Santiago de Chile gewannen die Argentinierinnen im Finale mit 2:1 gegen die Mannschaft aus den Vereinigten Staaten.
Castellaro erreichte Ende 2023 mit der argentinischen Juniorinnenauswahl das Finale bei den Juniorenweltmeisterschaften. Die Argentinierinnen verloren das Finale im Shootout gegen die Niederländerinnen.
Im Jahr darauf bei den Olympischen Spielen 2024 in Paris wirkte Castellaro in allen acht Spielen mit. Die Argentinierinnen besiegten im Viertelfinale die deutsche Mannschaft im Shootout. Im Halbfinale unterlagen sie den Niederländerinnen. Das Spiel um die Bronzemedaille gewannen die Argentinierinnen gegen die belgische Mannschaft im Shootout.
Die Verteidigerin Juana Castallaro bestritt bis zum 9. August 2024 29 Länderspiele für Argentinien. Auf Vereinsebene spielte sie 2024 beim River Plate Hockey Club.